# Chaptelat
Chaptelat è un comune francese di 1 760 abitanti situato nel dipartimento dell'Alta Vienne nella regione della Nuova Aquitania.

## Società

### Evoluzione demografica
Abitanti censiti

## Amministrazione

### Gemellaggi
- Casola Valsenio - Italia